# Championnats d'Amérique du Sud d'athlétisme 1961
Navigation
Montevideo 1958 Cali 1963
Les 21e Championnats d'Amérique du Sud d'athlétisme ont eu lieu du 20 au 28 mai 1961 à Lima, au Pérou.  

## Résultats

### Épreuves masculines
| Épreuve | Or                           | Or                 | Argent                          | Argent          | Bronze                          | Bronze          |
| --- | ---------------------------- | ------------------ | ------------------------------- | --------------- | ------------------------------- | --------------- |
| 100 mètres | Arquímedes Herrera Venezuela | 10 s 6             | Horacio Esteves Venezuela       | 10 s 6          | José Telles da Conceição Brésil | 10 s 7          |
| 200 mètres | Horacio Esteves Venezuela    | 21 s 3             | Arquímedes Herrera Venezuela    | 21 s 6          | Luis Vienna Argentine           | 21 s 8          |
| 400 mètres | Anubes da Silva Brésil       | 48 s 8             | Juan Carlos Dyrzka Argentine    | 49 s 3          | Eulogio Gomes Pérou             | 50 s 0          |
| 800 mètres | Ramón Sandoval Chili         | 1 min 51 s 2       | José Neira Colombie             | 1 min 52 s 6    | Eduardo Balducci Argentine      | 1 min 53 s 3    |
| 1 500 mètres | Ramón Sandoval Chili         | 3 min 51 s 2       | Osvaldo Suárez Argentine        | 3 min 53 s 5    | Eduardo Balducci Argentine      | 3 min 54 s 6    |
| 5 000 mètres | Osvaldo Suárez Argentine     | 14 min 54 s 7      | Luis Sandoval Argentine         | 14 min 55 s 5   | Alberto Ríos Argentine          | 15 min 02 s 6   |
| 10 000 mètres | Osvaldo Suárez Argentine     | 30 min 18 s 1      | Luis Sandoval Argentine         | 31 min 13 s 9   | Luis Campusano Chili            | 31 min 27 s 3   |
| Marathon | Juan Silva Chili             | 2 h 39 min 36 s CR | Ricardo Vidal Chili             | 2 h 41 min 16 s | Armando Pino Argentine          | 2 h 42 min 21 s |
| 3000 mètres steeple | Sebastião Mendes Brésil      | 9 min 14 s 8       | Domingo Amaisón Argentine       | 9 min 20 s 6    | Alberto Ríos Argentine          | 9 min 23 s 4    |
| 110 mètres haies | Carlos Mossa Brésil          | 14 s 5 CR          | José Telles da Conceição Brésil | 14 s 7          | Teófilo Davis Bell Venezuela    | 15 s 0          |
| 400 mètres haies | Juan Carlos Dyrzka Argentine | 52 s 3             | Anubes da Silva Brésil          | 52 s 8          | Ulisses dos Santos Brésil       | 54 s 0          |
| Saut en hauteur | Eugenio Velasco Chili        | 1,95 m             | Eleuterio Fassi Argentine       | 1,95 m          | Horacio Martínez Argentine      | 1,95 m          |
| Saut à la perche | Marcelo de Souza Brésil      | 3,90 m             | Tomatsu Nishida Brésil          | 3,90 m          | Brígido Iriarte Venezuela       | 3,80 m          |
| Saut en longueur | Juan Muñoz Venezuela         | 7,13 m             | Newton de Castro Brésil         | 7,06 m          | Fermín Donazar Uruguay          | 6,92 m          |
| Triple saut | Arnoldo Devonish Venezuela   | 14,68 m            | Sylvio Moreira Brésil           | 14,52 m         | Reinaldo de Oliveira Brésil     | 14,42 m         |
| Lancer du poids | Enrique Helf Argentine       | 15,86 m CR         | Luis Di Cursi Argentine         | 15,69 m         | Héctor Thomas Venezuela         | 14,58 m         |
| Lancer du disque | Günther Kruse Argentine      | 48,57 m            | Enrique Helf Argentine          | 46,98 m         | Héctor Menacho Pérou            | 46,97 m         |
| Lancer du marteau | Daniel Cereali Venezuela     | 52,55 m            | Roberto Chapchap Brésil         | 50,81 m         | Carlos Marzo Argentine          | 50,50 m         |
| Lancer du javelot | Ricardo Heber Argentine      | 64,25 m            | Orlando Garrido Brésil          | 63,56 m         | Luis Zárate Pérou               | 61,40 m         |
| Décathlon | Bernabé Souza Brésil         | 5 662 pts          | Tito Bracho Venezuela           | 5 587 pts       | Cleomenes da Cunha Brésil       | 5 502 pts       |
| Relais 4 × 100 mètres | Venezuela                    | 41 s 0             | Brésil                          | 41 s 5          | Argentine                       | 42 s 2          |
| Relais 4 × 400 mètres | Venezuela                    | 3 min 16 s 0       | Argentine                       | 3 min 16 s 9    | Brésil                          | 3 min18 s 1     |
| Records et Performances - AR : Record continental (area record) - CR : Record des championnats (championship record) - MR : Record du meeting (meet record) - NR : Record national (national record) - OR : Record olympique (olympic record) - PR : Record paralympique (paralympic record) - PB : Record personnel (personal best) - SB : Meilleure performance personnelle de la saison (season's best) - WL : Meilleure performance mondiale de l'année (world leader) - WJR : Record du monde junior (world junior record) - WR : Record du monde (world record) Circonstances et Conditions - DNF : N'a pas terminé (did not finish) - DNS : N'a pas pris le départ (did not start) - DQ : Disqualification (disqualification) - NM : Aucun essai valable enregistré (No Mark) - Q : Qualifié « directement » au prochain tour (ou à la prochaine compétition), lors d'une compétition majeure, grâce au classement ou à la réalisation des minima (automatic qualifier) - q : Qualifié au prochain tour (ou à la prochaine compétition), lors d'une compétition majeure, grâce au repêchage ou à la réalisation de l'une des meilleures performances parmi celles des « non qualifiés directement » (grâce au meilleur temps ou à la meilleure distance par exemple) (secondary qualifier) |                              |                    |                                 |                 |                                 |                 |

### Épreuves féminines
| Épreuve | Or                         | Or        | Argent                    | Argent  | Bronze                     | Bronze  |
| --- | -------------------------- | --------- | ------------------------- | ------- | -------------------------- | ------- |
| 100 mètres | Edith Berg Argentine       | 12 s 4    | Nancy Correa Chili        | 12 s 4  | Marisol Massot Chili       | 12 s 5  |
| 200 mètres | Edith Berg Argentine       | 25 s 7    | Ada Brener Argentine      | 25 s 8  | Marta Buongiorno Argentine | 26 s 0  |
| 80 mètres haies | Wanda dos Santos Brésil    | 11 s 5    | Maria José de Lima Brésil | 11 s 9  | Maria Teixeira Brésil      | 12 s 0  |
| Saut en hauteur | Aída dos Santos Brésil     | 1,60 m CR | Nelly Gómez Chili         | 1,55 m  | Maria José de Lima Brésil  | 1,50 m  |
| Saut en longueur | Wanda dos Santos Brésil    | 5,38 m    | Ada Brener Argentine      | 5,32 m  | Alicia Kaufmanas Argentine | 5,21 m  |
| Lancer du poids | Ingeborg Pfüller Argentine | 12,41 m   | Vera Trezoitko Brésil     | 12,16 m | Pradelia Delgado Chili     | 11,81 m |
| Lancer du disque | Ingeborg Pfüller Argentine | 41,92 m   | Pradelia Delgado Chili    | 39,78 m | Sumiko Yamakawa Brésil     | 38,89 m |
| Lancer du javelot | Marlene Ahrens Chili       | 42,85 m   | Mercedes García Venezuela | 37,45 m | Vera Trezoitko Brésil      | 37,29 m |
| Relais 4 × 100 mètres | Brésil                     | 48 s 9    | Argentine                 | 48 s 9  | Chili                      | 49 s 2  |
| Records et Performances - AR : Record continental (area record) - CR : Record des championnats (championship record) - MR : Record du meeting (meet record) - NR : Record national (national record) - OR : Record olympique (olympic record) - PR : Record paralympique (paralympic record) - PB : Record personnel (personal best) - SB : Meilleure performance personnelle de la saison (season's best) - WL : Meilleure performance mondiale de l'année (world leader) - WJR : Record du monde junior (world junior record) - WR : Record du monde (world record) Circonstances et Conditions - DNF : N'a pas terminé (did not finish) - DNS : N'a pas pris le départ (did not start) - DQ : Disqualification (disqualification) - NM : Aucun essai valable enregistré (No Mark) - Q : Qualifié « directement » au prochain tour (ou à la prochaine compétition), lors d'une compétition majeure, grâce au classement ou à la réalisation des minima (automatic qualifier) - q : Qualifié au prochain tour (ou à la prochaine compétition), lors d'une compétition majeure, grâce au repêchage ou à la réalisation de l'une des meilleures performances parmi celles des « non qualifiés directement » (grâce au meilleur temps ou à la meilleure distance par exemple) (secondary qualifier) |                            |           |                           |         |                            |         |

## Tableau des médailles
| Rang | Nation    | Or | Argent | Bronze | Total |
| ---- | --------- | -- | ------ | ------ | ----- |
| 1    | Argentine | 10 | 12     | 11     | 33    |
| 2    | Brésil    | 9  | 10     | 9      | 28    |
| 3    | Venezuela | 7  | 4      | 3      | 14    |
| 4    | Chili     | 5  | 4      | 4      | 13    |
| 5    | Colombie  | 0  | 1      | 0      | 1     |
| 6    | Pérou     | 0  | 0      | 3      | 3     |
| 7    | Uruguay   | 0  | 0      | 1      | 1     |